# Felix Prohaska
Felix Prohaska (Vienne, 16 mai 1912 – Vienne, 29 mars 1987) est un chef d'orchestre autrichien.

## Biographie
Il est le fils du compositeur Karl Prohaska. Il suit des leçons de piano avec Friedrich Wührer et Eduard Steuermann et violon avec Gottfried Feist et Oskar Fitz, d'écriture avec Egon Kornauth, Hans Gál, Joseph Polnauer, Felix Salzer et Oswald Jonas.
Il est d'abord professeur au conservatoire de Graz entre 1936 et 1939 où il débute en tant que corépétiteur à l'Opéra. En 1939 et 1941, il est chef d'orchestre à l'opéra de Duisbourg puis à Strasbourg (1941–1943) et parallèlement dirige la classe d'opéra du conservatoire. Entre 1943 et 1945, il est à Prague à l'opéra allemand. Après la guerre, il est professeur à l'Académie de musique de Vienne. Felix Prohaska est de nombreuses années à la tête de l'orchestre de l'Opéra d'État de Vienne (Wiener Staatsoper, 1945–1956 et 1964–1967) et de l'Opéra de Francfort (1954–1964).
Il a été directeur de la Musikhochschule de Hanovre entre 1961 et 1969.
Il est le grand-père de la cantatrice Anna Prohaska.

## Discographie
Il est bien connu pour ses enregistrements pour le label Vanguard Records, chez qui il a enregistré, Johann Sebastian Bach, Wolfgang Amadeus Mozart, Franz Schubert et Gustav Mahler.